# 20593 Фрайліх
20593 Фрайліх (20593 Freilich) — астероїд головного поясу, відкритий 9 вересня 1999 року.
Тіссеранів параметр щодо Юпітера — 3,526.